# ستيفن ستانلي باركر
ستيفن ستانلي باركر (بالإنجليزية: Stephen Stanley Parker)‏ هو سياسي أسترالي، ولد في 24 مايو 1817 في المملكة المتحدة، وتوفي في 1904.